# 千歳恵庭ジャンクション

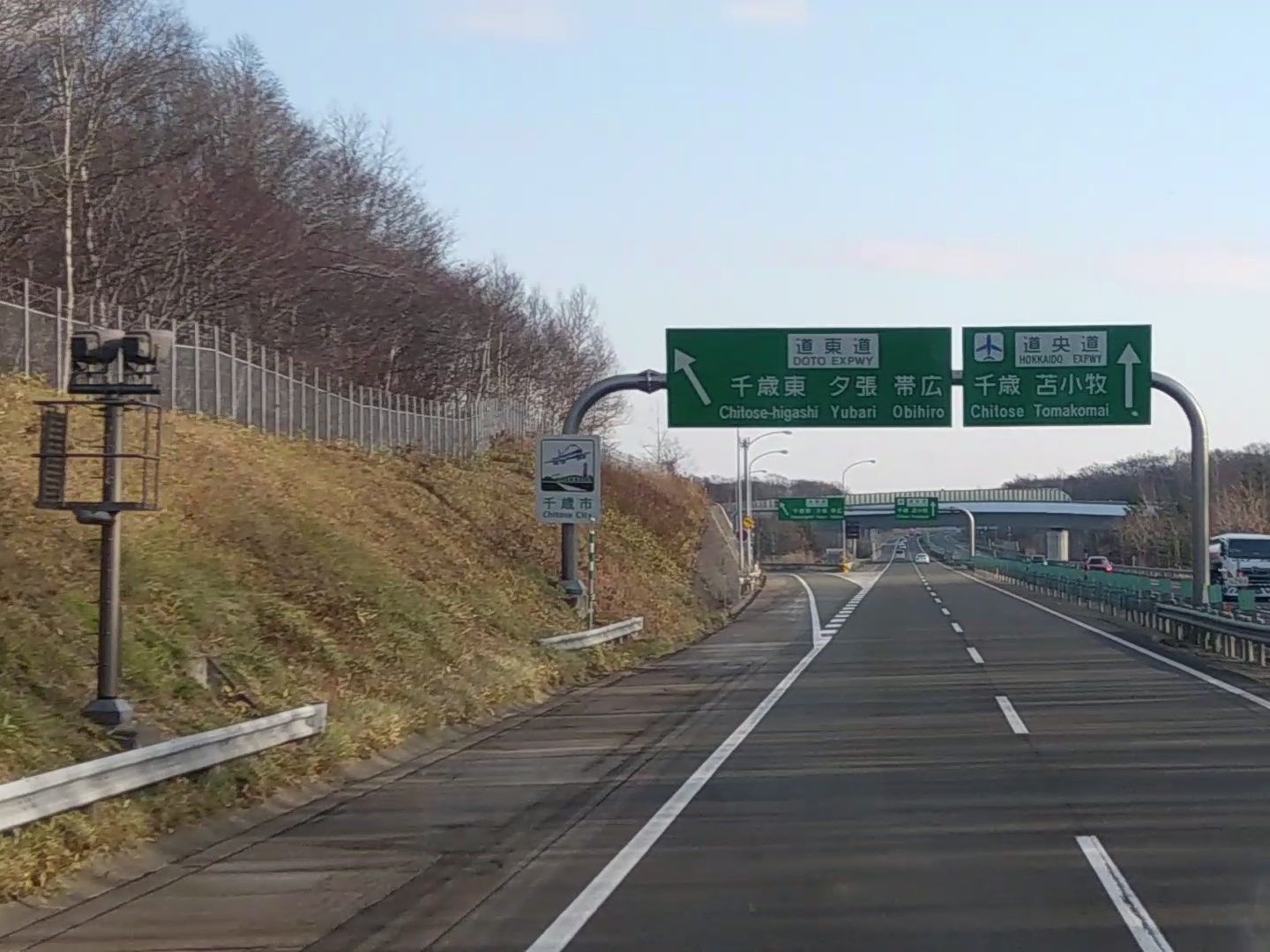
千歳恵庭ジャンクション分岐部 （道央道上り線（函館方向、2018年12月撮影））

千歳恵庭ジャンクション（ちとせえにわジャンクション）は、北海道千歳市上長都にある道央自動車道と道東自動車道を結ぶジャンクションである。建設中は「千歳ジャンクション」の仮称が用いられていた。
恵庭市との境界付近に位置している。

## 歴史
- 1997年（平成9年）9月2日午前4時35分頃：建設中のランプ橋の橋桁が落下する事故が発生。3名が死亡・3名が負傷し[1]、横河ブリッジの総括責任者らが業務上過失致死傷容疑で書類送検された[2]。
- 1999年（平成11年）10月7日：道東自動車道・千歳恵庭JCT - 夕張IC間の開通に伴い、道央自動車道と道東自動車道が結ばれる。
- 2018年（平成30年）12月 : JCT番号を「4-1」から「25」に変更[注 1]。

## 接続する道路
- E5 道央自動車道（北海道縦貫自動車道）
- E38 道東自動車道（北海道横断自動車道）

## 隣
E5 道央自動車道
(24) 千歳IC - (25) 千歳恵庭JCT - (26) 恵庭IC
E38 道東自動車道
(25) 千歳恵庭JCT - (1) 千歳東IC